# Purchawka oczkowana

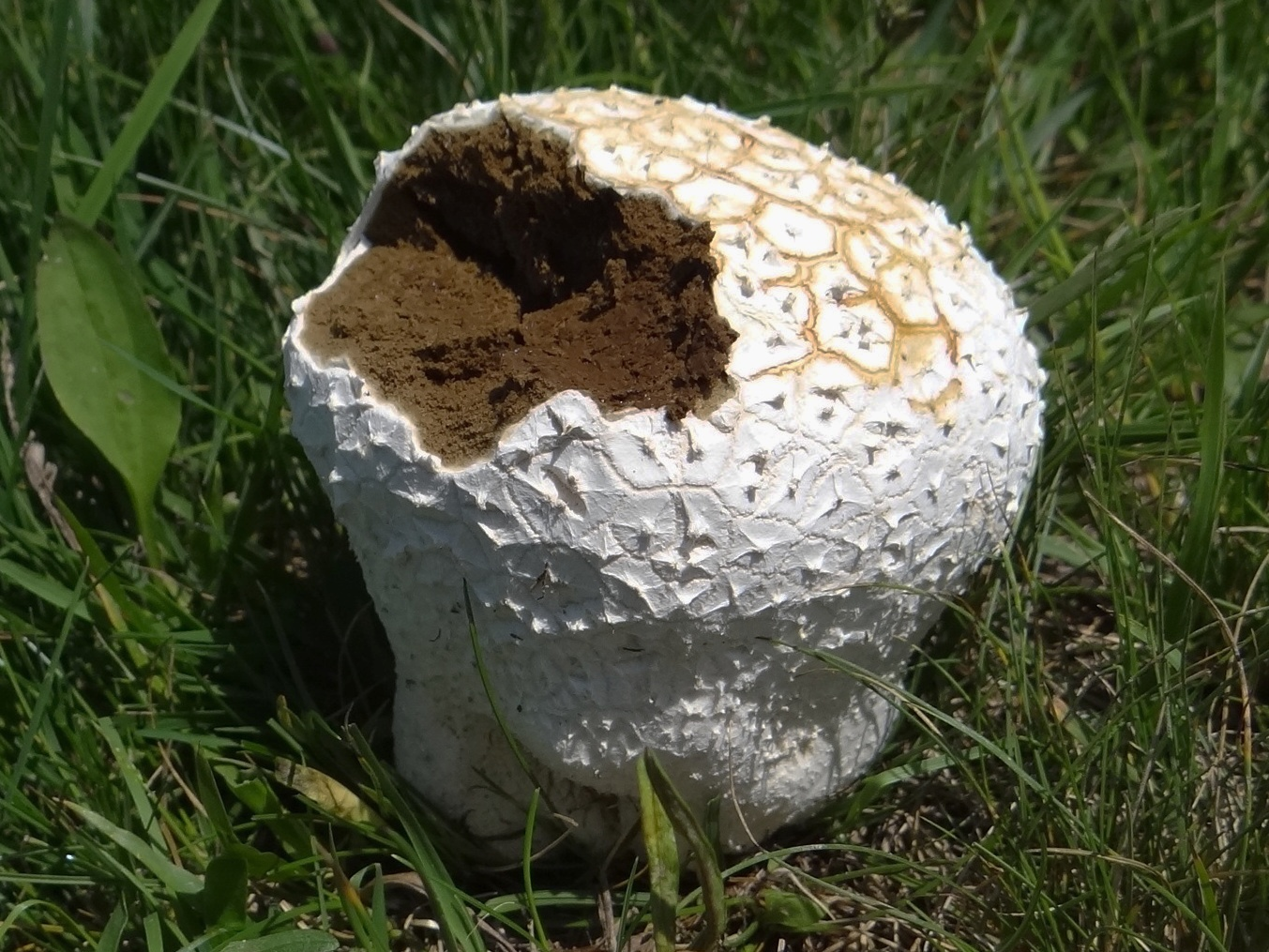

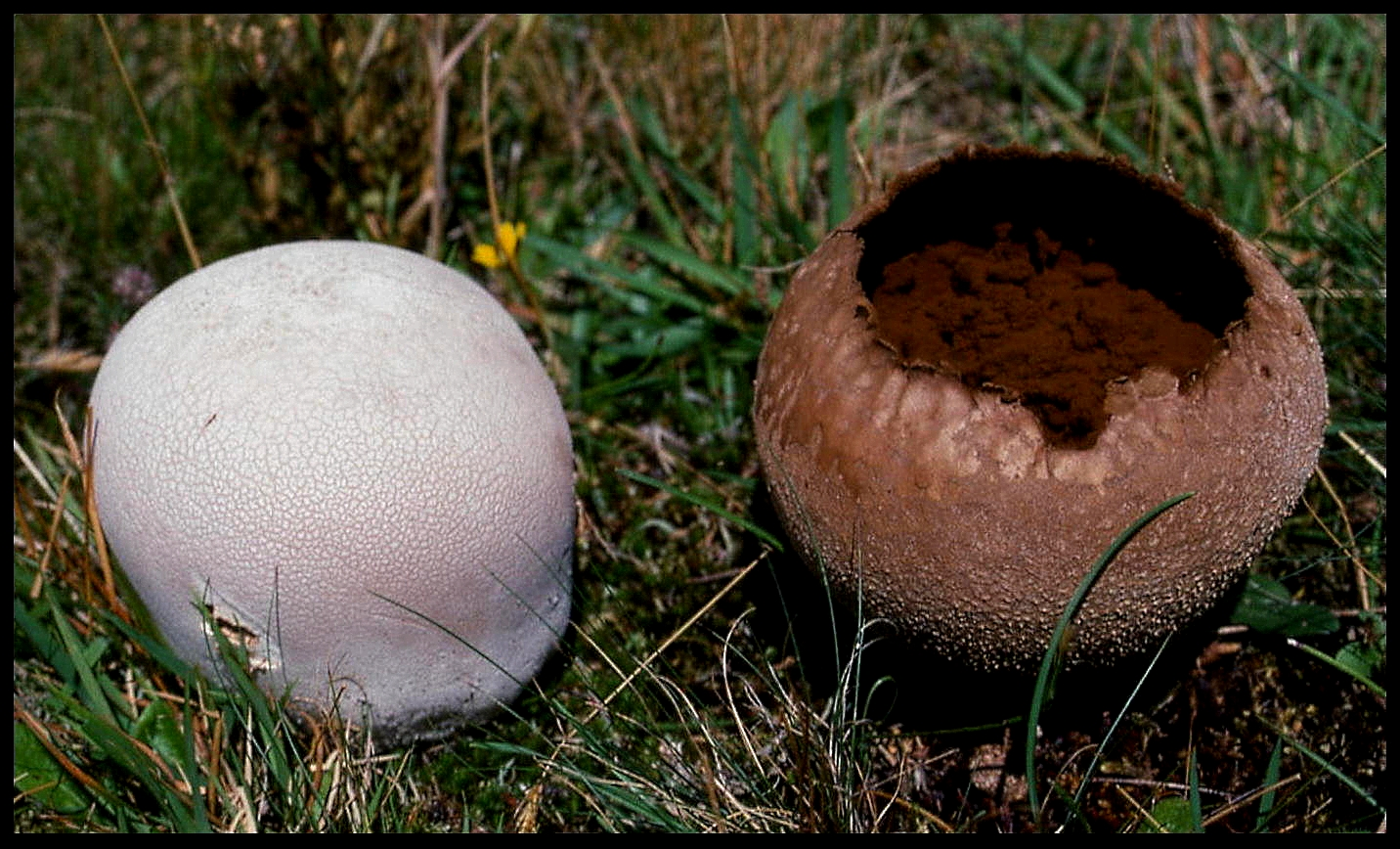
Młody i stary owocnik

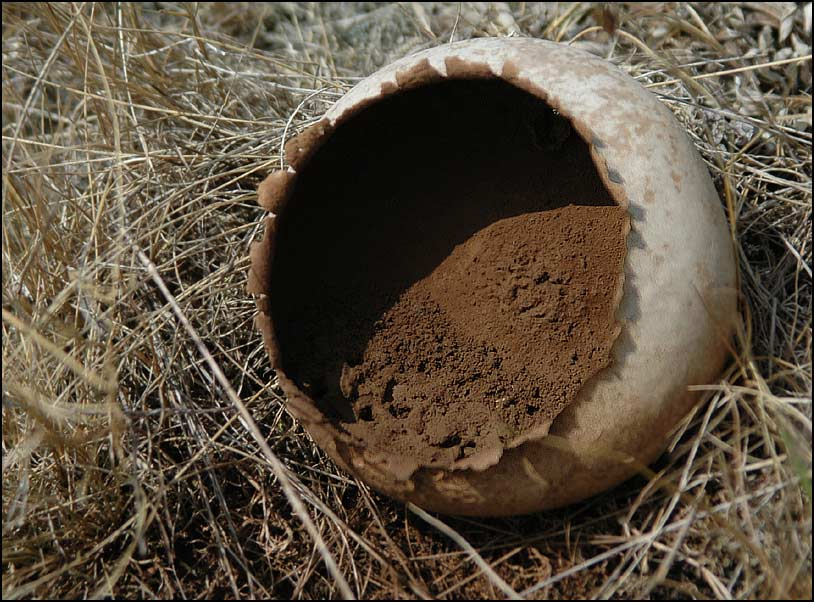
Dojrzały owocnik purchawki oczkowatej

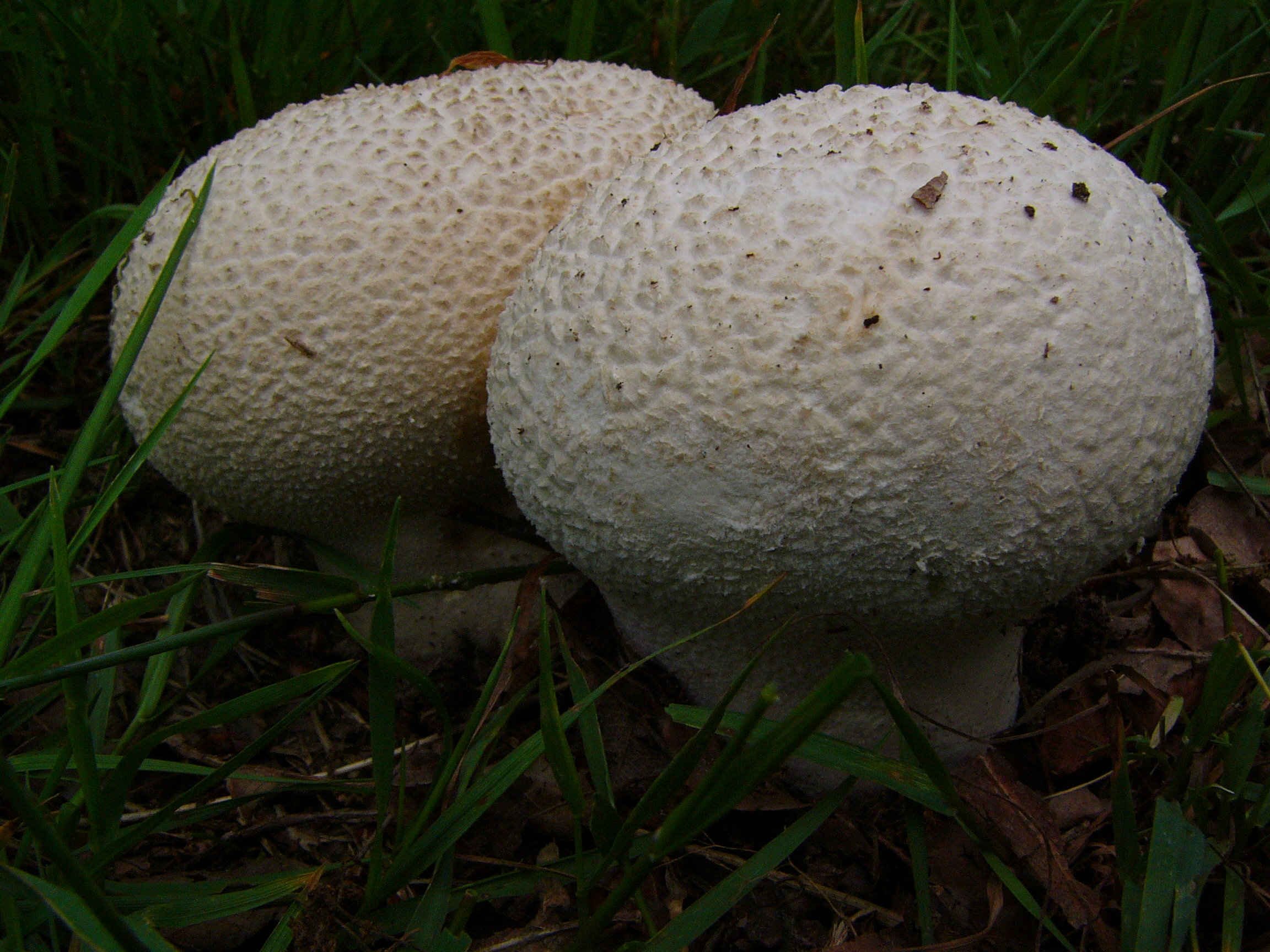

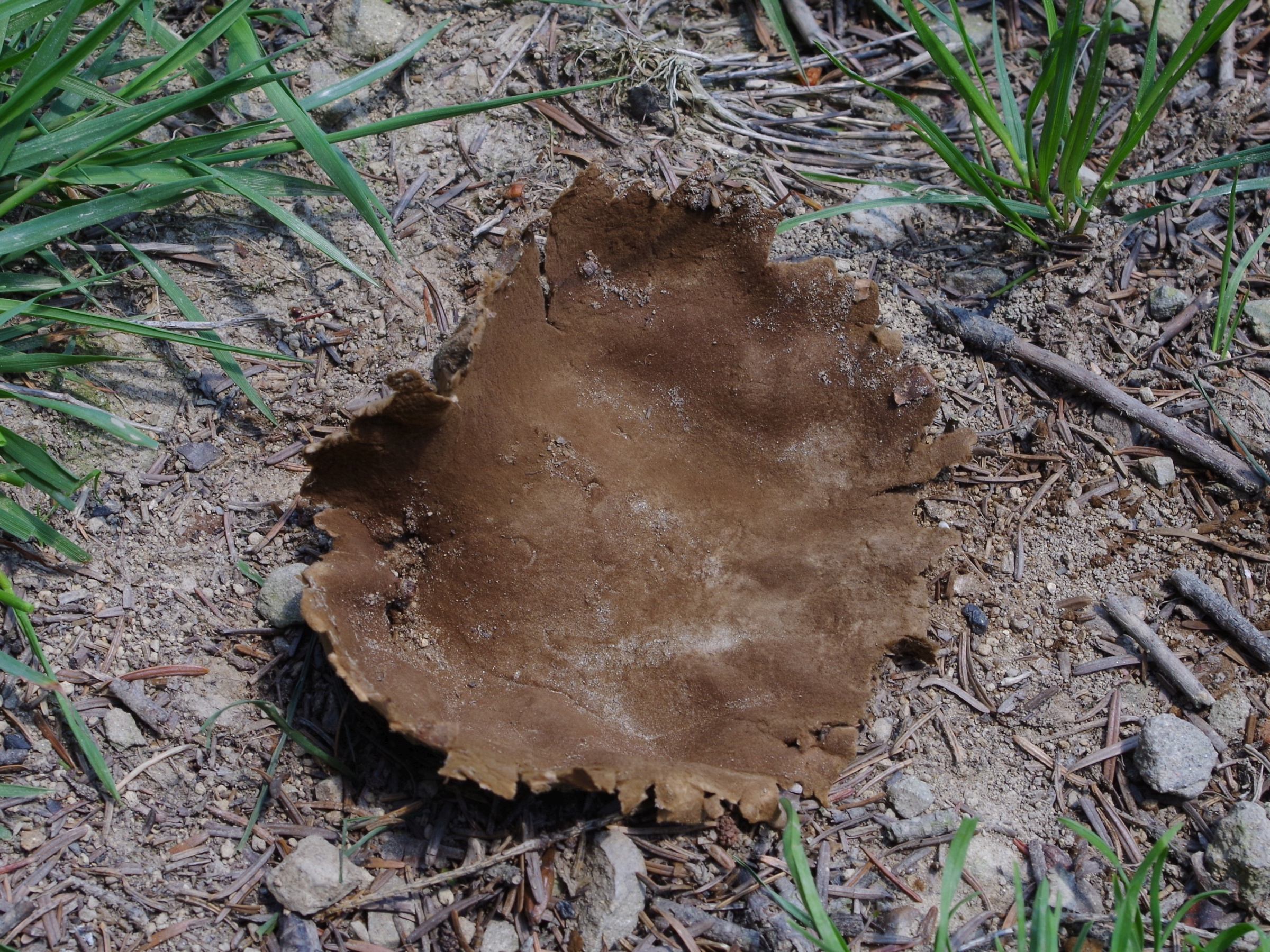
Zeszłoroczne pozostałości owocnika

Purchawka oczkowana, czasznica oczkowata (Bovistella utriformis (Bull.) Demoulin & Rebriev) – gatunek grzybów z rodziny purchawkowatych (Lycoperdaceae).

## Systematyka i nazewnictwo
Pozycja w klasyfikacji według Index Fungorum: Bovistella, Lycoperdaceae, Agaricales, Agaricomycetidae, Agaricomycetes, Agaricomycotina, Basidiomycota, Fungi.
Po raz pierwszy zdiagnozował go w 1791 r. Jean Baptiste François Bulliard nadając mu nazwę Lycoperdon utriforme. Obecną, uznaną przez Index Fungorum nazwę nadali mu Demoulin i Rebriev w 2017 r.
Ma ponad 30 synonimów naukowych. Niektóre z nich:

- Bovista utriformis (Bull.) Fr. 1829
- Calvatia caelata (Bull.) Morgan 1890
- Calvatia utriformis (Bull.) Jaap 1918
- Handkea utriformis (Bull.) Kreisel 1989
- Lycoperdon bovista Pers. 1796
- Lycoperdon bovista L. 1753 var. bovista
- Lycoperdon caelatum Bull. 1789
- Lycoperdon sinclairii Berk. 1887
- Lycoperdon utriforme Bull. 1791
- Utraria utriformis (Bull.) Quél. 1873

Polską nazwę purchawka oczkowana podał Feliks Berdau w 1876 r. W polskim piśmiennictwie mykologicznym gatunek ten opisywany był też jako prochówka, purchawka macicowata, czasza oczkowa, czasza oczkowata. Władysław Wojewoda w 2003 r. zaproponował nazwę czasznica oczkowata. Po przeniesieniu go do rodzaju Bovistella (kurzaweczka), wszystkie nazwy polskie stały się niespójne z nazwą naukową.

## Morfologia
Owocnik
O średnicy do 15 cm i krótko maczugowatym lub kulisto-bulwowatym kształcie. Na szczycie zwykle jest nieco spłaszczony, może też być pomarszczony lub płytko dołkowany. Otoczony jest dwuwarstwowym perydium. Zewnętrzna jego warstwa (egzoperydium) początkowo jest biała i pilśniowata, potem szarobrązowa i popękana na wielokątne poletka o średnicy około 5 mm, lub piramidki powstałe z połączonych kolców. W trakcie dojrzewania owocnika egzoperydium łuszczy się i odpada, odsłaniając endoperydium o papierowatej konsystencji i barwie szarobrązowej, orzechowej, oliwkowobrązowej lub brązowej. Po dojrzeniu zarodników endoperydium pęka na szczycie na nieregularne płaty, które całkowicie lub częściowo odpadają aż do granicy z podglebiem. Jest ono dobrze rozwinięte, początkowo białawe, potem szarobrązowe, w końcu brązowe. Od gleby oddziela go cienka, brązowa pseudodiafragma. Znajdującą się w górnej części owocnika gleba początkowo jest biaława, potem oliwkowa, w końcu ciemnobrązowa.
Dolna część owocnika (podglebie) jest dość trwała i często utrzymuje się na ziemi aż do następnego lata.
Cechy mikroskopowe
Wysyp zarodników zielonkawożółty, oliwkowobrązowy do ciemnobrązowego. Bazydiospory o średnicy 4–5 µm, kuliste, gładkie z kroplą wewnątrz, czasami posiadające krótką sterygmę. Włośnia o barwie od jasnooliwkowej do szarobrązowej. Jej strzępki o grubości ok. 10 µm. Rozgałęziają się dychotomicznie, są cienkościenne, nie septowane i posiadają liczne szczelinowate jamki.
Gatunki podobne
- czasznica tatrzańska (Calvatia turneri). Jest mniejsza i w Polsce występuje tylko w górach[5].
- purchawka fiolowata (Lycoperdon excipuliforme), szczególnie okazy beztrzonowe
- czasznica miskowata (Calvatia cyathiformis)[6].

## Występowanie i siedlisko
Jest szeroko rozprzestrzeniona na półkuli północnej w strefie klimatu umiarkowanego. Występuje w Europie, w kontynentalnej Azji, w Japonii, w Ameryce Północnej, Meksyku, ale również w Południowej Afryce. W Polsce jest to gatunek dość pospolity.
Saprotrof. Terenem najczęstszego pojawiania się tego grzyba są tereny poza lasem, na suchych łąkach, wrzosowiskach, pastwiskach, zaroślach, przy drogach, w gąszczach jałowca, na opuszczonych polach uprawnych. Rzadko tylko można ją spotkać w lasach i parkach. Owocniki wytwarza na ziemi od maja do listopada, czasami tworzy czarcie kręgi.

## Znaczenie
Grzyb jadalny, wartościowy pod względem kulinarnym. Do wykorzystania używa się tylko młode owocniki w przekroju całkowicie białe. Purchawka oczkowana nadaje się jednak tylko do suszenia lub smażenia. Stare i wyschnięte owocniki służyły kiedyś do odymiania pszczół w ulach.
Grzyb leczniczy. Prowadzone w 2005 badania naukowe wykazały, że purchawka oczkowana zawiera wiele substancji o działaniu antybakteryjnym, skutecznym przeciwko Bacillus subtilis, Escherichia coli, Klebsiella, Pseudomonas aeruginosa, Salmonella typhimurium, Staphylococcus aureus, Streptococcus pyogenesi, Mycobacterium smegmatis. Wykazuje też słabe działanie przeciwgrzybicze na Candida albicans, Rhodotorula mucilaginosa i Kluyveromyces marxianus.
Badania bioakumulacji różnych pierwiastków przez 28 gatunków grzybów jadalnych wykazały, że purchawka oczkowana najwięcej z nich wszystkich akumuluje cynk (251.9 mg Zn/kg grzybów) oraz miedź (282.1 mg Cu/kg grzybów).